# Madonna di Ripalta

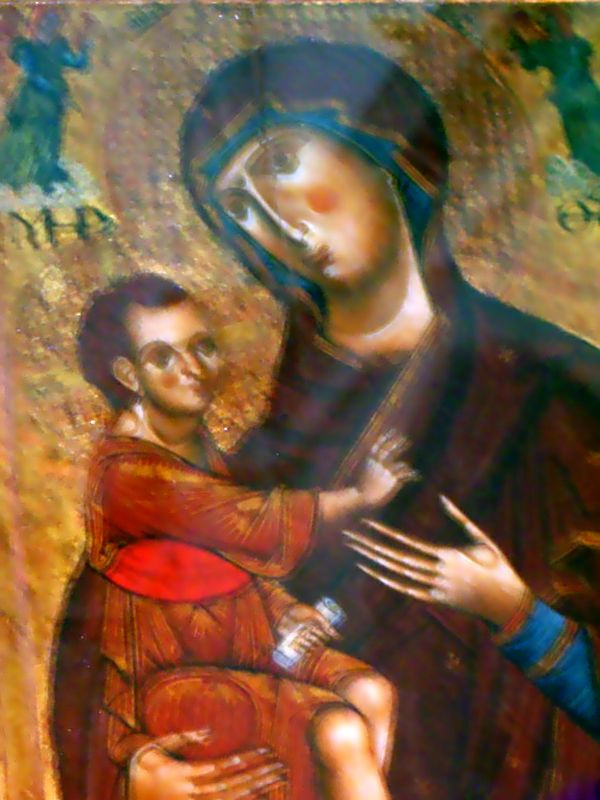
Particolare della cicatrice sul volto della Madonna.

L'icona bizantina della Madonna con Bambino in trono (Madonna di Ripalta) è un dipinto su tela disteso su due tavole di legno che si ritiene risalga al XIII secolo. Sulla tavola è raffigurata la Madonna su un trono con in grembo il bambino Gesù.
Si narra che il quadro fu ritrovato in una località chiamata "Ripa Alta" sulla riva sinistra del fiume Ofanto, da qui il nome Ripalta. Fino a metà del XIX secolo, la venerazione dell'icona si svolse quasi sempre nell'omonima chiesetta campestre. A partire da settembre, tutta la cittadinanza si recava in processione a Ripalta per prelevare l'immagine e portarla a Cerignola nella chiesa Collegiata di San Pietro.  Nel 1859 la Madonna di Ripalta fu proclamata patrona principale di Cerignola e la si festeggia l'8 settembre, giorno della Natività di Maria. Da allora si stabilì che l'immagine per sei mesi, da ottobre ad aprile, rimanesse nella cappella sull'Ofanto, e per gli altri sei mesi fosse ospite della Cattedrale di Cerignola (Duomo Tonti).

## La leggenda
Attorno al quadro della Madonna di Ripalta ruotano due leggende.
La prima narra che il quadro fu rinvenuto, intorno al 1172, da una banda di malfattori che ritrovarono il quadro nella vicina boscaglia nelle adiacenze del fiume Ofanto. In un primo momento, quello che sembrava un tavolaccio fu preso e fu utilizzato per battere il lardo. Un giorno il capo della banda sbagliò il taglio e l'ascia si conficcò nella tavola da cui sgorgò del sangue. Il brigante, impaurito, avverti così i compagni, con i quali scoprì che sotto l'untume era raffigurata l'immagine della Vergine Maria con in grembo Gesù bambino, entrambi con il volto sfregiato per l'offesa ricevuta.
L'altra versione della leggenda racconta che l'icona fu ritrovata da alcuni boscaioli che pensarono di utilizzare il 'tavolaccio' per farne legna da ardere. Al primo colpo d'ascia, dall'icona cominciò a fuoriuscire sangue. Fu così che sul luogo dove venne rinvenuta l'immagine, fu eretta una cappella (in realtà le fonti epigrafiche e archeologiche documentano che l'edificio è preesistente al 1172 e comunque dedicato a culti pagani, come quello della dea Bona) e cominciarono i primi pellegrinaggi devozionali. Dato che il luogo non distava molto sia dalla città di Cerignola che da quella di Canosa, queste ultime si contesero per molto tempo la proprietà del luogo e soprattutto dell'icona. Per risolvere definitivamente il contenzioso, si pensò di mettere il quadro su un carro trainato da buoi e far decidere a questi ultimi dove recarsi. Il carro si diresse tre volte verso Cerignola, decretando così la proprietà alla città ofantina. Il popolo volle però che non si procedesse al restauro della cicatrice sul volto della Madonna, affinché la condanna della violenza e sopraffazione rimanesse sempre viva.

## L'Icona
L'icona di Maria SS. Di Ripalta è l'unico esemplare superstite in Puglia di Madonna con Bambino in trono, del tipo Odighitria dexiokratousa (in greco Οδηγήτρια δεξιοκρατούσα), che raffigura la Vergine che regge il bambino Gesù con la mano destra. La Vergine, che è guida per i cristiani nel loro cammino, indica con la mano sinistra il piccolo Gesù, seduta su di un cuscino di colore rosso posto su di un trono ornato di palmette. La Madonna indossa una tunica azzurra, e su di essa il maphorion, una sopravveste porpora, trapunta di undici croci-fiorellini, emblema di purezza e verginità. La veste della Madonna presenta una cuffia dello stesso colore della tunica, l'azzurro. Invece il bambino Gesù indossa una tunica di color ocra scura, la quale sfuma sull'oro, con una larga fascia di colore rosso intenso stretta alla vita. Egli benedice con la mano destra, secondo il rituale tipico della liturgia bizantina, mentre con la sinistra stringe un rotulo, dove è scritta la volontà del Padre. Le gambe del Cristo fanciullo sono nude ed incrociate, quasi a rimandare alla futura Passione. Mentre i piedi della Vergine Maria non sono ben visibili a causa di alcune scrostature. Le aureole sono graticolate nel gesso, e quella del bambino presenta anche una croce. In alto alle due estremità sono presenti due angioletti su delle nuvolette, che incensano la figura della Vergine e del Bambino, probabilmente aggiunti in epoca più tarda. Appena sotto di loro sono presenti le lettere greche MHP (da ΜΗΤΗΡ, Madre), a sinistra, e le lettere greche Θ e Υ (da ΘΕΟΥ, di Dio), a destra.

## La Partenza e il Ritorno della sacra Icona
Anticamente la partenza avveniva il 21 settembre, ma, poiché coincideva con i solenni festeggiamenti del Santo Matteo apostolo, il cui culto è molto sentito nella città di Cerignola, si spostò al primo lunedì di ottobre. Talvolta coincidevano con la partenza della sacra icona anche i festeggiamenti in onore della Madonna del Rosario, così la partenza alla fine fu fissata in maniera definitiva al secondo lunedì di ottobre. La seconda domenica di ottobre la Cattedrale diocesana rimane aperta tutto il giorno e anche la notte per la venerazione della miracolosa immagine della Madonna. Dato che la messa in onore della Vergine con la partecipazione dei portantini del sacro quadro veniva e viene tuttora celebrata in Cattedrale alle ore 5.00 del mattino, il popolo, in passato, veniva svegliato dalla monotona voce di zè Emilie, una donna devota alla Vergine santa, e in seguito da Ripalta Vurchio, che dicevano in gergo: «Alzatevi, figli santi! Alla Mamma nostra! Alla Bella nostra!». E già alle due la Cattedrale era piena di fedeli. Dentro le pareti della Chiesa avveniva un mistero medioevale, ma al tempo stesso tutto nuovo e moderno, una struggente rivisitazione della passione cristiana. Donne e fanciulle della cittadina portavano in dono dei fiori recitando intime preghiere con la speranza di ricevere dall'intercessione della Vergine la grazia della salute del corpo e dell'anima, per sé e per coloro che si affidavano alle loro preghiere. Lì avveniva un'importante manifestazione della devozione mariana: i devoti si percuotevano il viso, quasi si strappavano i capelli gridando e piangendo la partenza della Madre tanto amata. Alle 5 del mattino viene celebrata la Santa Messa a devozione dei portantini della sacra effigie. Alle ore 6 il quadro esce dalla Basilica tra lo sparo dei mortaretti e il canto mariano "Ti salutiamo,o Vergine". La processione, aperta dal tradizionale suono della bassa banda "Città di Molfetta", prosegue fino alla Chiesa di San Domenico, dove l'icona sosta per dare la possibilità a tutta la cittadinanza di essere baciata e salutata. L'icona, portata in spalla dai portantini, raggiunge via Ofanto, dove viene girata per salutare la città di Cerignola, mentre la banda esegue il canto "Mira il tuo popolo", prima di fermarsi alla scuola media statale Tenente Antonio Paolillo. Nel percorso che conduce alla chiesa campestre il quadro sosta alle Pozzelle e alla Salve Regina, due piccole cappelle rurali in onore della Vergine Maria nelle quali sosta alla pubblica venerazione, tra inni popolari e recita del Santo Rosario, per circa un quarto d'ora. Giunge al Santuario diocesano sulla riva alta dell'Ofanto intorno alle ore 12.30 e qui viene celebrata la Messa officiata dal Vescovo. Diversamente, in primavera, in vista del ritorno della Madonna di Ripalta a Cerignola, le confraternite della città iniziano i pellegrinaggi al Santuario, alternandosi in ordine di antichità fino al penultimo giorno prima del pellegrinaggio che riporta l'icona mariana nel duomo di Cerignola. Il ritorno avviene il primo sabato dopo la Pasqua e la Arciconfraternita dell'Assunta ha il privilegio di portare l'icona in processione durante il viaggio. Dopo la funzione celebrata dal vescovo, la Madonna viene portata a spalla dai portantini verso la città ofantina, aprendo il corteo processionale la tradizionale bassa banda "Città di Molfetta", il paliotto e le donne devote di alcuni sodalizi: a pochi metri dall'uscita territoriale dal Santuario, l'icona viene girata per il saluto alla sua 'casa' e per la benedizione dei campi. Tornando a Cerignola l'immagine sosta prima alla Salve Regina, dove poco prima l'attende in preghiera la Confraternita della Morte e Orazione, e poi alle Pozzelle, accolta dal concerto bandistico "Città di Cerignola". Alle 19.15 le campane di tutte le chiese suonano festose per l'arrivo della Patrona alle porte della città. Si ferma, quindi, alla Chiesa di San Domenico, dove la popolazione gioisce per il ritorno della sua Santa Madre: qui avviene il saluto da parte del vescovo e lo sparo di mortaretti e spettacoli pirotecnici. La processione si muove alle ore 20.30 circa e raggiunge la Cattedrale della città, dove per sei mesi rimane esposta alla venerazione dei fedeli.